# Aron Simis
Aron Simis (Recife, 1942. június 20. –) romániai zsidó származású brazil matematikus.

## Élete
Szülei az 1920-as években költöztek Dél-Amerikába. Aron PhD-jét a kanadai Queen's University-n szerezte meg. Az IMPA professzora.